# Robert C. Baker
Robert Carl Baker (* 29. Dezember 1921 in Newark, New York; † 13. März 2006 in Lansing, New York) war ein US-amerikanischer Ernährungswissenschaftler und von 1957 bis 1989 Hochschullehrer an der Cornell University. Er gilt als der Erfinder der Chicken-Nuggets.

## Leben
Robert Baker erwarb 1943 den Bachelor-Grad an der Cornell University im Fachgebiet Obstbaumkunde. Danach arbeitete er vier Jahre in einer Außenstelle der Cornell University und erwarb erst 1949 an der Pennsylvania State University den Magister-Grad im Fachgebiet Marketing. Es folgte eine Doktorarbeit an der Purdue University und 1957 die Berufung zum Hochschullehrer an die Cornell University, wo er bis zu seiner Pensionierung im Jahr 1989 lehrte. 1970 wurde er Gründungsdirektor des Cornell Institute of Food Science and Marketing.
Seit den 1960er-Jahren entwickelte Baker zahlreiche neuartige Zubereitungsformen für Geflügelfleisch, unter anderem diverse Wurstsorten, Truthahn-Schinken, Chicken-Hot Dogs und das als Chicken-Nuggets bekannte Formfleisch. Für die Chicken-Nuggets erfand Baker zudem ein Verfahren für die industrielle Produktion einer auch nach dem Tiefkühlen noch anhaftenden Panierung sowie eine als Cornell chicken barbecue sauce vermarktete Würzsauce.
Robert Baker starb im Jahr 2006 an den Folgen eines Herzinfarkts.

## Belege
1. ↑  Robert C. Baker, creator of chicken nuggets and Cornell chicken barbecue sauce, dies at 84. (Memento vom 6. Dezember 2012 im Internet Archive) Im Original publiziert auf news.cornell.edu vom 16. März 2006.

| Personendaten    | Personendaten                                                             |
| ---------------- | ------------------------------------------------------------------------- |
| NAME             | Baker, Robert C.                                                          |
| ALTERNATIVNAMEN  | Baker, Robert Carl                                                        |
| KURZBESCHREIBUNG | US-amerikanischer Ernährungswissenschaftler, Erfinder der Chicken Nuggets |
| GEBURTSDATUM     | 29. Dezember 1921                                                         |
| GEBURTSORT       | Newark, New York                                                          |
| STERBEDATUM      | 13. März 2006                                                             |
| STERBEORT        | Lansing (New York)                                                        |